# Siam Shade V
Siam Shade V (também conhecido como Siam Shade 5), é o quinto álbum da banda Siam Shade, tendo sido lançado em 2 de dezembro de 1998. 
O pianista Satoshi Mishiba participa nas faixas 7 ("Tears I Cried") e 12 ("Grayish Wing"). "Grayish Wing", foi composta por Daita e é dedicada ao falecido hide.

## Desempenho comercial
Siam Shade V alcançou a sexta posição na Oricon Albums Chart e permaneceu por sete semanas.
Em dezembro de 1998, foi certificado disco de ouro pela RIAJ por vender mais de 200,000 cópias.

## Faixas
| N.º            | Título                                      | Duração |  |
| 1.             | "Blow Out"                                  | 3:58    |  |
| 2.             | "Monkey Science"                            | 2:26    |  |
| 3.             | "Wake Up"                                   | 3:58    |  |
| 4.             | "Never End"                                 | 3:46    |  |
| 5.             | "Dead Space"                                | 4:28    |  |
| 6.             | "Solomon's Seal"                            | 6:50    |  |
| 7.             | "Tears I Cried"                             | 4:38    |  |
| 8.             | "Shiritagari Shoukougun" (知りたがり症候群) | 3:45    |  |
| 9.             | "Glacial Love" (グレイシャル LOVE)          | 4:07    |  |
| 10.            | "Keikoku" (警告)                            | 4:31    |  |
| 11.            | "Dreams"                                    | 3:53    |  |
| 12.            | "Grayish Wing"                              | 4:08    |  |
| Duração total: | Duração total:                              | 50:34   |  |

## Singles

### Glacial Love
- Glacial Love é sétimo single da banda Siam Shade, sendo lançado em 13 de Maio de 1998.

#### Faixas do Álbum
- - 01 Glacial Love
  - 02 Buranko
  - 03 Glacial Love (Original Karaoke)

### Dreams
- Dreams é o oitavo single da banda Siam Shade, sendo lançado em 5 de Agosto de 1998. A canção é considerada - ao lado de Time's, do disco Siam Shade II - como sua mais bonita.

- - 01 Dreams
  - 02 D.Z.I.
  - 03 Dreams (Backing Track)

### Never End
- Never End é o nono single da banda Siam Shade, sendo lançado em 28 de Outubro de 1998.

- - 01 Never End
  - 02 Crime
  - 03 Never End (Backing Track)